# Acheral (Tucumán)
Acheral is een plaats in het Argentijnse bestuurlijke gebied Monteros in de provincie Tucumán. De plaats telt 3913 inwoners.